# Deolali
Deolali of Devlali, is een census town in het district Nashik van de Indiase staat Maharashtra. 

## Demografie
Volgens de Indiase volkstelling van 2001 wonen er 50617 mensen in Deolali, waarvan 55% mannelijk en 45% vrouwelijk is. De plaats heeft een alfabetiseringsgraad van 77%. 

## Trivia
De eerste vier seizoenen van de Britse televisieserie Oh moeder, wat is het heet spelen zich af in Deolali.